# Michele Serena
Michele Serena (Venezia, 10 marzo 1970) è un allenatore di calcio ed ex calciatore italiano, di ruolo difensore.

## Biografia
I suoi figli Riccardo e Filippo sono calciatori.

## Caratteristiche tecniche
Terzino, era in grado di agire su entrambe le fasce.

## Carriera

### Giocatore

#### Club
Da professionista esordisce nel 1986 al Mestre in Serie C2, per proseguire l'anno seguente al Venezia, dopo che quest'ultima aveva assorbito il Mestre. Nel 1989, ingaggiato dalla Juventus, debutta in Serie A; la sua avventura bianconera dura solo una stagione.
Prestato al Monza, prima di tornare in Serie A (sempre in prestito) con il Verona nel 1991, passa alla Sampdoria nel 1992, nell'affare che porta alla Juventus Gianluca Vialli. Nel 1995 è acquistato dalla Fiorentina per 5 miliardi di lire, e dopo tre stagioni va in Spagna all'Atlético Madrid.
Nel 1999 rientra in Italia al Parma; l'anno successivo è ceduto all'Inter, club col quale, dopo aver disputato 25 gare di campionato in 3 stagioni, termina la carriera a causa di una serie di infortuni.

#### Nazionale
Il 16 maggio 1990 disputa la sua unica partita nella nazionale Under-21, scendendo in campo contro Cipro. Nell'ottobre dello stesso anno riceverà la seconda e ultima convocazione nelle file degli azzurrini.
In nazionale A conta tre convocazioni durante la gestione di Dino Zoff. Registra l'unica presenza il 5 settembre 1998, nella gara di qualificazione all'Europeo 2000 contro il Galles, subentrando a cinque minuti dal termine all'altro debuttante Eusebio Di Francesco.

### Allenatore
Tecnico degli allievi nazionali del Venezia, il 10 marzo 2008, dopo l'esonero di D'Adderio, è promosso allenatore in prima squadra in Serie C1 2007-2008.
Nella stagione successiva, 2008-09, il 10 novembre, con la squadra penultima in classifica (2 vittorie, 4 pari, 6 sconfitte), è esonerato dall'incarico; il 24 febbraio 2009, con la squadra allora ultima in classifica, è richiamato sulla panchina dei lagunari, ottenendo la salvezza.
Allena il Mantova per la stagione Serie B 2009-2010, che si conclude con la retrocessione dei virgiliani in Prima Divisione.
Il 13 gennaio 2011 è chiamato dal presidente Piero Camilli ad allenare il Grosseto in Serie B 2010-11 nel campionato di Serie B. Dopo essersi piazzato al 15º posto finale a 51 punti, di comune accordo, il 13 giugno allenatore e società decidono di non proseguire il rapporto lavorativo.
Il 5 ottobre 2011 è incaricato dal presidente onorario Gabriele Volpi ad allenare lo Spezia nel campionato di Lega Pro Prima Divisione 2011-2012, debuttando il 9 ottobre nella gara col Trapani vinta 2-0. Il 2 maggio 2012, battendo il Pisa 2-1, conquista la Coppa Italia Lega Pro, dopo che la gara d'andata finì 1-0 per i toscani. Il 6 maggio, dopo una rimonta sul Trapani - che guidava la classifica sin dall'inizio - che vede lo Spezia risalire dal terzultimo al primo posto, conquista la promozione in Serie B. Il 17 maggio conquista la Supercoppa di Lega di Prima Divisione battendo la Ternana in casa 2-1 (0-0 all'andata).
Dopo l'avvio altalenante in Serie B, il 5 gennaio 2013, durante la pausa invernale, è esonerato, sostituito da Gianluca Atzori.
Il 2 febbraio 2014, dopo poco più di un anno di inattività, subentra sulla panchina del Padova a Bortolo Mutti. A fine stagione è col Padova terzultimo in classifica e retrocede in Lega Pro.
Il 22 ottobre 2014 diventa allenatore dell'Unione Venezia in Lega Pro subentrando a Dal Canto portando la squadra al 12º posto finale in campionato.
Il 9 giugno 2015 diventa allenatore della Feralpisalò; il 3 novembre successivo è esonerato con la squadra al nono posto. Il 7 febbraio 2017 è richiamato alla guida della squadra bresciana, al posto dell'esonerato Asta.
Nella stagione successiva l'8 febbraio 2018 rassegna le dimissioni assieme al suo staff, lasciando la squadra al quarto posto.
Il 27 dicembre dello stesso anno viene chiamato ad allenare il L.R. Vicenza che si trova a metà classifica in Serie C; due giorni dopo al debutto vince per 0-1 contro la Giana Erminio.
Il 23 febbraio 2019, dopo l’ennesima sconfitta nel derby Veneto contro la Virtus Verona (1-0), la società berica comunica, al termine della gara, che Michele Serena ha rassegnato le dimissioni dalla guida tecnica della Prima Squadra. Il club biancorosso, preso atto della scelta del tecnico, ha accettato la decisione.
Il 27 dicembre 2021 viene nominato nuovo tecnico del Legnago, rilevando l'esonerato Giovanni Colella. Viene esonerato il 28 marzo 2022, con la squadra all'ultimo posto in classifica.

## Statistiche

### Presenze e reti nei club
| Stagione          | Squadra           | Campionato        | Campionato | Campionato | Coppe nazionali | Coppe nazionali | Coppe nazionali | Coppe continentali | Coppe continentali | Coppe continentali | Altre coppe | Altre coppe | Altre coppe | Totale | Totale | Totale |
| Stagione          | Squadra           | Comp              | Pres       | Reti       | Comp            | Pres            | Reti            | Comp               | Pres               | Reti               | Comp        | Pres        | Reti        | Pres   | Reti   |        |
| ----------------- | ----------------- | ----------------- | ---------- | ---------- | --------------- | --------------- | --------------- | ------------------ | ------------------ | ------------------ | ----------- | ----------- | ----------- | ------ | ------ | ------ |
| 1986-1987         | Mestre            | C2                | 1          | 0          | CI-C            | ?               | ?               | -                  | -                  | -                  | -           | -           | -           | 1+     | 0+     |        |
| 1987-1988         | Venezia-Mestre    | C2                | 8          | 0          | CI-C            | ?               | ?               | -                  | -                  | -                  | -           | -           | -           | 8+     | 0+     |        |
| 1988-1989         | Venezia-Mestre    | C1                | 31         | 0          | CI-C            | ?               | ?               | -                  | -                  | -                  | -           | -           | -           | 31+    | 0+     |        |
| ago.-ott. 1989    | Venezia           | C1                | 5          | 0          | CI-C            | ?               | ?               | -                  | -                  | -                  | -           | -           | -           | 5+     | 0+     |        |
| Totale Venezia    | Totale Venezia    | Totale Venezia    | 44         | 0          |                 | ?               | ?               |                    | -                  | -                  |             | -           | -           | 44+    | 0+     |        |
| ott. 1989-1990    | Juventus          | A                 | 4          | 0          | CI              | 0               | 0               | CU                 | 1                  | 0                  | -           | -           | -           | 12     | 0      |        |
| lug.-ott. 1990    | Juventus          | A                 | 0          | 0          | CI              | 0               | 0               | CdC                | 0                  | 0                  | SI          | 0           | 0           | 0      | 0      |        |
| Totale Juventus   | Totale Juventus   | Totale Juventus   | 4          | 0          |                 | 0               | 0               |                    | 1                  | 0                  |             | 0           | 0           | 5      | 0      |        |
| ott. 1990-1991    | Monza             | C1                | 24         | 2          | CI-C            | ?               | ?               | -                  | -                  | -                  | -           | -           | -           | 24+    | 2+     |        |
| 1991-1992         | Verona            | A                 | 26         | 3          | CI              | 3               | 0               | -                  | -                  | -                  | -           | -           | -           | 29     | 3      |        |
| 1992-1993         | Sampdoria         | A                 | 34         | 1          | CI              | 2               | 0               | -                  | -                  | -                  | -           | -           | -           | 36     | 1      |        |
| 1993-1994         | Sampdoria         | A                 | 31         | 0          | CI              | 10              | 0               | -                  | -                  | -                  | -           | -           | -           | 41     | 0      |        |
| 1994-1995         | Sampdoria         | A                 | 27         | 0          | CI              | 3               | 0               | CdC                | 8                  | 0                  | SI          | 1           | 0           | 43     | 0      |        |
| Totale Sampdoria  | Totale Sampdoria  | Totale Sampdoria  | 92         | 1          |                 | 15              | 0               |                    | 8                  | 0                  |             | 1           | 0           | 116    | 1      |        |
| 1995-1996         | Fiorentina        | A                 | 24         | 0          | CI              | 6               | 1               | -                  | -                  | -                  | -           | -           | -           | 30     | 1      |        |
| 1996-1997         | Fiorentina        | A                 | 14         | 0          | CI              | 0               | 0               | CdC                | 4                  | 0                  | SI          | 0           | 0           | 18     | 0      |        |
| 1997-1998         | Fiorentina        | A                 | 31         | 3          | CI              | 4               | 0               | -                  | -                  | -                  | -           | -           | -           | 35     | 3      |        |
| Totale Fiorentina | Totale Fiorentina | Totale Fiorentina | 69         | 3          |                 | 10              | 1               |                    | 4                  | 0                  |             | 0           | 0           | 83     | 4      |        |
| 1998-1999         | Atlético Madrid   | PD                | 36         | 3          | CR              | 6               | 1               | CU                 | 10                 | 0                  | -           | -           | -           | 52     | 4      |        |
| 1999-gen. 2000    | Parma             | A                 | 15         | 0          | CI              | 2               | 0               | UCL+CU             | 2+5                | 0                  | SI          | 1           | 0           | 25     | 0      |        |
| gen.-giu. 2000    | Inter             | A                 | 10+1       | 0          | CI              | 3               | 0               | -                  | -                  | -                  | -           | -           | -           | 14     | 0      |        |
| 2000-2001         | Inter             | A                 | 13         | 0          | CI              | 4               | 0               | CU                 | 4                  | 0                  | SI          | 1           | 0           | 22     | 0      |        |
| 2001-2002         | Inter             | A                 | 2          | 0          | CI              | 0               | 0               | CU                 | 0                  | 0                  | -           | -           | -           | 2      | 0      |        |
| 2002-2003         | Inter             | A                 | 0          | 0          | CI              | 0               | 0               | UCL                | 0                  | 0                  | -           | -           | -           | 0      | 0      |        |
| Totale Inter      | Totale Inter      | Totale Inter      | 25+1       | 0          |                 | 7               | 0               |                    | 4                  | 0                  |             | 1           | 0           | 38     | 0      |        |
| Totale carriera   | Totale carriera   | Totale carriera   | 335+1      | 12         |                 | 43+             | 2+              |                    | 34                 | 0                  |             | 3           | 0           | 416+   | 14+    |        |

### Cronologia presenze e reti in nazionale
| Cronologia completa delle presenze e delle reti in nazionale ― Italia | Cronologia completa delle presenze e delle reti in nazionale ― Italia | Cronologia completa delle presenze e delle reti in nazionale ― Italia | Cronologia completa delle presenze e delle reti in nazionale ― Italia | Cronologia completa delle presenze e delle reti in nazionale ― Italia | Cronologia completa delle presenze e delle reti in nazionale ― Italia | Cronologia completa delle presenze e delle reti in nazionale ― Italia | Cronologia completa delle presenze e delle reti in nazionale ― Italia |
| Data                                                                  | Città                                                                 | In casa                                                               | Risultato                                                             | Ospiti                                                                | Competizione                                                          | Reti                                                                  | Note                                                                  |
| --------------------------------------------------------------------- | --------------------------------------------------------------------- | --------------------------------------------------------------------- | --------------------------------------------------------------------- | --------------------------------------------------------------------- | --------------------------------------------------------------------- | --------------------------------------------------------------------- | --------------------------------------------------------------------- |
| 5-9-1998                                                              | Liverpool                                                             | Galles                                                                | 0 – 2                                                                 | Italia                                                                | Qual. Euro 2000                                                       | -                                                                     | 85’                                                                   |
| Totale                                                                |                                                                       | Presenze                                                              | 1                                                                     |                                                                       | Reti                                                                  | 0                                                                     |                                                                       |

### Statistiche da allenatore
Statistiche aggiornate al 20 marzo 2022. In grassetto le competizioni vinte.
| Stagione            | Squadra            | Campionato         | Campionato | Campionato | Campionato | Campionato | Coppe nazionali | Coppe nazionali | Coppe nazionali | Coppe nazionali | Coppe nazionali | Coppe continentali | Coppe continentali | Coppe continentali | Coppe continentali | Coppe continentali | Altre coppe | Altre coppe | Altre coppe | Altre coppe | Altre coppe | Totale | Totale | Totale | Totale | % Vittorie | Piazzamento       |
| Stagione            | Squadra            | Comp               | G          | V          | N          | P          | Comp            | G               | V               | N               | P               | Comp               | G                  | V                  | N                  | P                  | Comp        | G           | V           | N           | P           | G      | V      | N      | P      | %          | Piazzamento       |
| ------------------- | ------------------ | ------------------ | ---------- | ---------- | ---------- | ---------- | --------------- | --------------- | --------------- | --------------- | --------------- | ------------------ | ------------------ | ------------------ | ------------------ | ------------------ | ----------- | ----------- | ----------- | ----------- | ----------- | ------ | ------ | ------ | ------ | ---------- | ----------------- |
| mar.-giu. 2008      | Venezia            | C1                 | 8          | 2          | 0          | 6          | CI-C            | -               | -               | -               | -               | -                  | -                  | -                  | -                  | -                  | -           | -           | -           | -           | -           | 8      | 2      | 0      | 6      | 25,00      | Sub., 11º         |
| 2008-2009           | Venezia            | 1D                 | 22+2       | 6+1        | 7+1        | 9          | CI-LP           | 5               | 3               | 1               | 1               | -                  | -                  | -                  | -                  | -                  | -           | -           | -           | -           | -           | 29     | 10     | 9      | 10     | 34,48      | Eson., Sub., 17°  |
| 2009-2010           | Mantova            | B                  | 42         | 10         | 18         | 14         | CI              | 2               | 1               | 0               | 1               | -                  | -                  | -                  | -                  | -                  | -           | -           | -           | -           | -           | 44     | 11     | 18     | 15     | 25,00      | 20º (retr.)       |
| gen.-giu. 2011      | Grosseto           | B                  | 21         | 7          | 8          | 6          | CI              | -               | -               | -               | -               | -                  | -                  | -                  | -                  | -                  | -           | -           | -           | -           | -           | 21     | 7      | 8      | 6      | 33,33      | Sub., 13º         |
| ott. 2011-2012      | Spezia             | 1D                 | 29         | 16         | 10         | 3          | CI+CI-LP        | 0+8             | 0+6             | 0+0             | 0+2             | -                  | -                  | -                  | -                  | -                  | SdL-1D      | 2           | 1           | 1           | 0           | 39     | 23     | 11     | 5      | 58,97      | Sub., 1º (prom.)  |
| lug.-dic. 2012      | Spezia             | B                  | 22         | 7          | 7          | 8          | CI              | 2               | 1               | 0               | 1               | -                  | -                  | -                  | -                  | -                  | -           | -           | -           | -           | -           | 24     | 8      | 7      | 9      | 33,33      | Eson.             |
| Totale Spezia       | Totale Spezia      | Totale Spezia      | 51         | 23         | 17         | 11         |                 | 10              | 7               | 0               | 3               |                    | -                  | -                  | -                  | -                  |             | 2           | 1           | 1           | 0           | 63     | 31     | 18     | 14     | 49,21      |                   |
| feb.-giu. 2014      | Padova             | B                  | 20         | 6          | 5          | 9          | CI              | -               | -               | -               | -               | -                  | -                  | -                  | -                  | -                  | -           | -           | -           | -           | -           | 20     | 6      | 5      | 9      | 30,00      | Sub., 20º (retr.) |
| ott. 2014-2015      | Venezia            | LP                 | 28         | 10         | 9          | 9          | CI+CI-LP        | 0+1             | 0+0             | 0+0             | 0+1             | -                  | -                  | -                  | -                  | -                  | -           | -           | -           | -           | -           | 29     | 10     | 9      | 10     | 34,48      | Sub., 9º          |
| Totale Venezia      | Totale Venezia     | Totale Venezia     | 60         | 19         | 17         | 24         |                 | 6               | 3               | 1               | 2               |                    | -                  | -                  | -                  | -                  |             | -           | -           | -           | -           | 66     | 22     | 18     | 26     | 33,33      |                   |
| lug.-ott. 2015      | Feralpisalò        | LP                 | 9          | 3          | 3          | 3          | CI+CI-LP        | 2+0             | 1+0             | 0+0             | 1+0             | -                  | -                  | -                  | -                  | -                  | -           | -           | -           | -           | -           | 11     | 4      | 3      | 4      | 36,36      | Eson.             |
| feb.-giu. 2017      | Feralpisalò        | LP                 | 14+1       | 5          | 3+1        | 6          | CI+CI-LP        | -               | -               | -               | -               | -                  | -                  | -                  | -                  | -                  | -           | -           | -           | -           | -           | 15     | 5      | 4      | 6      | 33,33      | Sub., 8º          |
| 2017-feb. 2018      | Feralpisalò        | C                  | 22         | 9          | 6          | 7          | CI+CI-C         | 1+2             | 0               | 1+2             | 0               | -                  | -                  | -                  | -                  | -                  | -           | -           | -           | -           | -           | 25     | 9      | 9      | 7      | 36,00      | Dimiss.           |
| Totale Feralpisalò  | Totale Feralpisalò | Totale Feralpisalò | 46         | 17         | 13         | 16         |                 | 5               | 1               | 3               | 1               |                    | -                  | -                  | -                  | -                  |             | -           | -           | -           | -           | 51     | 18     | 16     | 17     | 35,29      |                   |
| dic. 2018-feb. 2019 | L.R. Vicenza       | C                  | 9          | 2          | 4          | 3          | CI+CI-C         | 0+1             | 0+1             | 0+0             | 0+0             | -                  | -                  | -                  | -                  | -                  | -           | -           | -           | -           | -           | 10     | 3      | 4      | 3      | 30,00      | Sub., Eson.       |
| dic.-mar. 2022      | Legnago            | C                  | 14         | 1          | 6          | 7          | CI-C            | -               | -               | -               | -               | -                  | -                  | -                  | -                  | -                  | -           | -           | -           | -           | -           | 14     | 1      | 6      | 7      | &7,14      | Sub., Eson.       |
| Totale carriera     | Totale carriera    | Totale carriera    | 263        | 85         | 88         | 90         |                 | 24              | 13              | 4               | 7               |                    | -                  | -                  | -                  | -                  |             | 2           | 1           | 1           | 0           | 289    | 99     | 93     | 97     | 34,26      |                   |

## Palmarès

### Giocatore

#### Club

##### Competizioni nazionali
- Coppa Italia: 2

Sampdoria: 1993-1994
Fiorentina: 1995-1996
- Coppa Italia Serie C: 1

Monza: 1990-1991
- Supercoppa italiana: 2

Fiorentina: 1996
Parma: 1999

### Allenatore
- Coppa Italia Lega Pro: 1

Spezia: 2011-2012
- Lega Pro Prima Divisione: 1

Spezia: 2011-2012 (girone A)
- Supercoppa di Lega di Prima Divisione: 1

Spezia: 2012